# Mukri
Els mukri o mokri són un grup kurd que depenia del principat de Baban. El seu nom derivaria del del príncep Mekkār. Actualment viuen a la regió al sud del llac Urmia, a l'oest de l'Iran.